# 트윈 엘리베이터
트윈 엘리베이터(Twin elevator)는 하나의 승강로에 두 대의 엘리베이터 카가 독립적으로 운행하는 방식의 엘리베이터이다. 한 시스템당 16억 원에 달하는 고가 제품이지만, 한 승강로에 두 대의 카가 독립적으로 운행함으로서 일반
승강기보다 수송효율은 40%가량 높고 승강로 면적은 25% 정도 절약할 수 있으며 더블데크 엘리베이터보다는 대기시간이 약 60% 단축되고 수송 효율은 30% 높다.
트윈 엘리베이터에는 카 간의 충돌을 막기 위해 기본적으로 티센크루프의 행선층 예약시스템인 DSC가 적용되어, 승객이 엘리베이터 탑승 이전에 승강장에서 목적층을 선택하는 방식으로 운행된다. 제어에 문제가 생길 경우 바코드 및 마그네틱을 이용해 카 간의 거리를 측정하여 속도를 줄일 수 있고 충돌이 우려될 경우 충돌방지 컨트롤러에 의해 자동으로 브레이크가 작동되며, 이러한 안전장치들이 제대로 작동하지 않더라도 세이프티 기어가 작동하여 엘리베이터 운행을 중지함으로서 상부 카와 하부 카 간의 안전 거리를 유지하고 승객의 안전을 지킬 수 있다.
더블데크 엘리베이터도 한 승강로에서 두 대의 카가 움직인다는 점에서 트윈 엘리베이터와 유사하지만, 더블데크 엘리베이터에서 두 카가 서로 상하로 붙어 있어 항상 두 개 층을 함께 움직이고 정차도 동시에 해야 하는 것과 달리 트윈 엘리베이터의 경우 두 카가 서로 독립적으로 운행되어 불필요한 정차를 최소화하고 보다 운행 효율성을 높일 수 있다. 또한 더블데크 엘리베이터의 경우 두 카가 하나의 권상기에 연결되어 있어 카 두 대를 동시에 구동시킬 수 있는 초대형 고출력 권상기를 이용하는 데에 반하여 트윈 엘리베이터의 경우 두 카가 서로 별도의 권상기를 사용하여 전력 사용량을 절약할 수 있다.

## 설치
현재 트윈 엘리베이터를 공급하는 회사는 전 세계적으로 티센크루프가 유일하다. 2002년 독일 슈투트가르트 대학에 세계
최초의 트윈 엘리베이터가 설치된 것을 시작으로, 세계적으로 트윈 엘리베이터가 설치된 곳으로는 독일 뮌헨의 BMW 본사, 뒤셀도르프의 Skyoffice, 모스크바의 페더레이션 타워, 프랑크푸르트의 유럽 중앙은행, 영국의 로얄 런던 병원(Royal London Hospital), 오스트레일리아 퍼스의 레인 스퀘어 등이 있다. 대한민국에서는 2006년 디지털 미디어 시티의 트루텍 빌딩을 시작으로 CJ E&M 센터, 여의도동의 한국투자증권 사옥과 현대캐피탈 제2사옥, 수원시의 아주대학교 의료원, 양재동의 동원산업빌딩, 한남동의 제일기획 본사에 이어 아모레퍼시픽 용산 신사옥, 파크원 타워 등에 설치되었다. 파크원 타워를 제외하면 2018년 1월 기준으로 대한민국 9개 현장에 56대가 설치되어 운행 중이다.

## 같이 보기
- 더블데크 엘리베이터
- 티케이엘리베이터